# 2685 Masursky
2685 Masursky è un asteroide della fascia principale. Scoperto nel 1981, presenta un'orbita caratterizzata da un semiasse maggiore pari a 2,5689608 au e da un'eccentricità di 0,1111259, inclinata di 12,12292° rispetto all'eclittica.
L'asteroide è dedicato al geologo e astronomo statunitense Harold Masursky.
Il 23 gennaio 2000 la sonda Cassini ne ha effettuato il flyby passando ad una distanza di 1,6×106 km e misurando le dimensioni del corpo celeste, stimate in 15-20 km.